# أرت ستيفنسون
أرت ستيفنسون (بالإنجليزية: Art Stevenson)‏ هو لاعب كرة القدم الكندية أمريكي، ولد في 30 مايو 1916 في غوثينبورغ في الولايات المتحدة، وتوفي في 21 سبتمبر 2000 في فينيكس في الولايات المتحدة.